# نییرلوگوش
نییرلوگوش (به مجاری:  Nyírlugos) یک منطقهٔ مسکونی در مجارستان است که در سابولچ-ساتمار-برگ واقع شده‌است. نییرلوگوش ۵۸٫۳۸ کیلومتر مربع مساحت و ۲٬۶۹۹ نفر جمعیت دارد.